# Premi MERAC
El Premi MERAC consisteix en tres premis atorgats anualment per la Societat Astronòmica Europea (EAS). S'anomenen "Els Premis MERAC atorgats per la Societat Astronòmica Europea".
Aquests premis MERAC són per als astrofísics que inicien la seva carrera, una en Astrofísica Teòrica, una altra d'Astrofísica Observacional i l'altra de Noves Tecnologies / Instrumental / Computacional; i que s'atorguen en els anys imparells als astrofísics que inicien la seva carrera que han assolit els seus graus de doctorat en els deu anys anteriors "Premis a la millor carrera investigadora primerenca" i els anys parells a la millor tesi doctoral en els tres anys anteriors "Premis a la millor tesi doctoral".
Els millors premis per a investigadors que inicien la seva carrera s'atorguen a joves astrofísics ja siguin afiliats o havent en gran part van realitzar el treball per ser reconeguts en un institut europeu. Els millors premis de tesis de doctorat s'atorguen a la millor tesi realitzada en un institut europeu. El terme europeu s'entén que inclou tots els països amb una societat astronòmica afiliada a la EAS i els països escandinaus sense una societat astronòmica nacional.
L'EAS donarà a conèixer els guanyadors dels Premis MERAC atorgats per la Societat Europea d'Astronomia cada febrer. Els premiats donaran conferències plenàries, en la següent reunió de l'European Week of Astronomy and Space Science (EWASS) i també donaran una conferència a Suïssa sota el patrocini de la Fundació MERAC.
Les nominacions per als Premis MERAC atorgats per la Societat Astronòmica Europea han de ser presentades d'acord amb les seves regles de premis a l'EAS.